# Lopatnic, Edineț
Lopatnic este un sat din raionul Edineț, Republica Moldova.

## Demografie

### Structura etnică
Structura etnică a satului conform recensământului populației din 2004:
| Grup etnic         | Populație | % Procentaj |
| ------------------ | --------- | ----------- |
| Moldoveni / Români | 1370      | 97,79%      |
| Ucraineni          | 20        | 1,43%       |
| Ruși               | 9         | 0,64%       |
| Alții              | 2         | 0,14%       |
| Total              | 1401      | 100%        |

## Administrație și politică
Componența Consiliului local Lopatnic (9 consilieri), ales la 5 noiembrie 2023, este următoarea:
|  | Partid                                       | Consilieri | Componență | Componență | Componență | Componență |
|  | -------------------------------------------- | ---------- | ---------- | ---------- | ---------- | ---------- |
|  | Partidul Social Democrat European            | 4          |            |            |            |            |
|  | Liga Orașelor și Comunelor                   | 3          |            |            |            |            |
|  | Partidul Acțiune și Solidaritate             | 1          |            |            |            |            |
|  | Partidul Socialiștilor din Republica Moldova | 1          |            |            |            |            |